# Örencik, Hocalar
Örencik là một xã thuộc huyện Hocalar, tỉnh Afyonkarahisar, Thổ Nhĩ Kỳ. Dân số thời điểm năm 2011 là 216 người.